# Ungaikyō

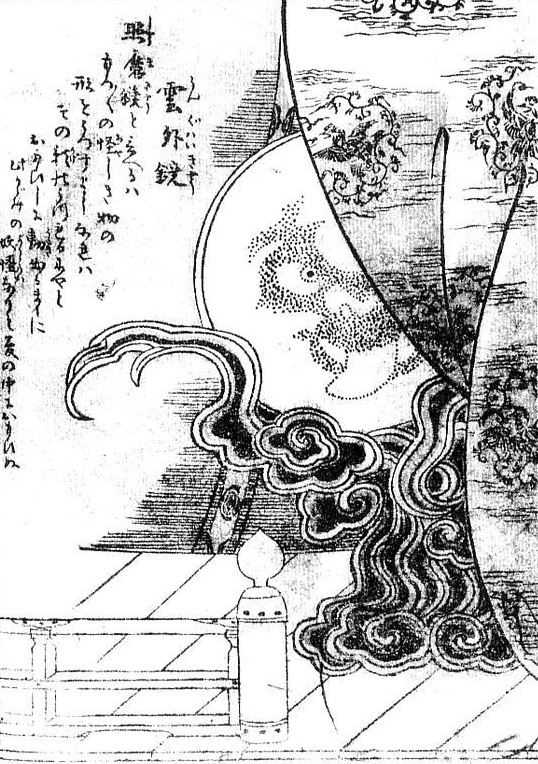
Ein Ungaikyō, wie er in Sekiens Gazu Hyakki Tsuretsure Bukuro von 1784 erscheint.

Ungaikyō (うんがいきょう; wörtl. „Wolkenspiegel“, aber auch „Spiegel voller Rauch“) ist der Name eines fiktiven Wesens der japanischen Folklore. Es handelt sich um einen sogenannten Tsukumogami („Artefakt-Geist“), der in Gestalt eines besessenen Spiegels erscheint. Er wurde sehr wahrscheinlich von dem berühmten japanischen Autor und Zeichner Toriyama Sekien erfunden.

## Beschreibung
Der Ungaikyō ist ein ursprünglich gewöhnlicher Spiegel, der nach 100 Jahren zum Leben erwacht und eine eigene Seele bekommt. Weil er aber zeitlebens vernachlässigt und/oder schlecht gepflegt wurde, ist er dem Menschen nicht gut gesinnt. Der Ungaikyō soll aber auch dann entstehen können, wenn ein gewöhnlicher Spiegel 100 Jahre lang nur von Dämonen benutzt wurde. Deren böse Blicke sollen die Seele des Spiegels verderben. Dem Ungaikyō wird nachgesagt, dass er großes Vergnügen daran habe, ahnungslose Betrachter mit fratzenhaft verzerrten Spiegelbildern zu erschrecken. Alternativ lässt er das Gesicht des Betrachters oder gleich das ganze Spiegelbild einfach verschwinden. Besonders rachsüchtigen Ungaikyō wird nachgesagt, dass sie dem Betrachter die Seele entreißen. Offenbar nährt sich der Spiegelgeist von der Eitelkeit, aber auch von der Schreckhaftigkeit seiner Betrachter.

## Hintergründe
Erstmals erwähnt und bildlich festgehalten wurde der Ungaikyō um 1784 in Toriyama Sekiens Werk Gazu Hyakki Tsuretsure Bukuro (画図百鬼徒然袋; „100 Geister im Handgepäck“). Sekien merkt an, dass dieser Tsukumogami wiederholt in seinen Träumen erschienen sei und er deshalb die Nachwelt „vor ihm warnen“ wolle. Dieser Eintrag ist vermutlich jedoch eher scherzhaft gemeint.
Inspiriert wurde das Wesen von der chinesischen und japanischen Folklore, in der magische und/oder verhexte Spiegel eine große Rolle spielen, besonders im völkischen Aberglauben. Sowohl im Buddhismus als auch im Shintoismus gelten Spiegel einerseits als „Tor in die Welt der Geister“ und sie werden oft von Orakeln eingesetzt. Sie gelten aber auch als Symbol der Arroganz und Eitelkeit. Im japanischen Volksglauben werden magische Spiegel als Shōmakyō (雲外鏡; wörtl. „Enthüllender Spiegel“ oder „Spiegel der Enthüllung“) bezeichnet. Angeblich kann ein Shōmakyō Yōkai und Oni enttarnen, die sich als Mensch ausgeben. Eine chinesische Legende, auf die sich Sekien beruft, berichtet von dem Kaiser Zhou (纣) der Shang-Dynastie, der einen solchen Zauberspiegel besessen haben soll. Als eine seiner Konkubinen namens Daji sich verdächtig benahm, soll der Kaiser ihr den Shōmakyō vors Gesicht gehalten haben. Im Spiegel erschien daraufhin das Abbild eines Kyūbi no Yōko (九尾の妖狐, „Neunschwänziger Fuchsdämon“) und der Kaiser ließ die enttarnte Fuchsdämonin aus dem Land jagen.